# 히이가와촌
히이가와촌(樋井川村)은 후쿠오카현 사와라군에 있던 촌이다. 현재의 후쿠오카시에 해당한다.

## 역사
- 1889년 4월 1일 - 정촌제 시행에 의해 사와라군 히이가와촌이 성립하였다.
- 1929년 4월 1일 - 하라촌과 함께 후쿠오카시에 편입되었다.